# Kathleen Ollerenshaw
Kathleen Ollerenshaw   (Manchester, 1 d'octubre de 1912 - Didsbury, 10 d'agost de 2014) va ser una matemàtica i política britànica que va ocupar el càrrec d'alcaldessa de Manchester de 1975 a 1976 i va ser consellera en assumptes educatius del govern de Margaret Thatcher en els anys 80.

## Educació i joventud
Va néixer amb el nom Kathleen Mary Timpson a Withington, Manchester, on va assistir a l'Escola Lady Barn House (1918–1926). Era la neta del fundador de l'empresa de reparació de calçat Timpson, que s'havia establert a Manchester provinent de Kettering al 1870. Als vuit anys, era gairebé completamentament sorda. Les matemàtiques la van fascinar, inspirada en la directora de la seva escola, Jenkin Jones. Quan estudiava allà, va conèixer el seu futur marit, Robert Ollerenshaw.
Quan era jove, va assistir a la St Leonards School i al Sixth Form College de St Andrews, Escòcia. Als 19 anys va ser admesa a la obtenir admittance al Somerville Colleged'Oxford, per estudiar matemàtiques. Va completar el seu doctorat a Somerville l'any 1945 en "Xarxes Crítiques" sota la supervisió de Theo Chaundy. Va escriure cinc articles de recerca originals que ja li haguessin valgut per obtenir el doctorat sense la necessitat d'escriure una tesi formal.
Quan era universitària, es va comprometre amb Robert Ollerenshaw, que s'estava convertint en un cirurgià militar distingit (Coronel R.G.W. Ollerenshaw, ERD, TD, BM, DMRD) i un pioner d'il·lustració mèdica. Es van casar el setembre de 1939 i van tenir dos nens, Charles (1941–1999) i Florence (1946–1972). L'any 1942 va patir un avortament espontani i "va estar plorant sense parar durant tres dies" a causa de l'estrès pel fet que el seu marit combatia a la primera línia de foc a la Segona Guerra Mundial.

## Carrera
Després de la Segona Guerra Mundial, els Ollerenshaws es van traslladar a Manchester, on Kathleen va treballar com a professora universitària a temps parcial en el departament de matemàtiques de la Universitat de Manchester mentre educava els seus fills i seguia treballant en xarxes. L'any 1949, a l'edat de 37, va rebre la seva primera ajuda auditiva eficaç.
A part del món acadèmic, Ollerenshaw va treballar com a Regidora pel partit Conservador al barri de Rusholme durant vint-i-sis anys (1956–1981), com a alcaldessa de Manchester (1975–1976), Xèrif de Gran Manchester de 1978 a 1979, i la principal impulsora en la creació de la Royal Northern College of Music. Va ser nomenada Freeman of the City de Manchester i va ser consellera en assumptes educatius del govern de Margaret Thatcher en els anys 80.
Va ser Presidenta de l'Institut de Matemàtiques i les seves Aplicacions de 1978 a 1979. Va publicar com a mínim 26 articles matemàtics, sent la seva contribució més coneguda els quadrats màgics. Després de la seva mort, va deixar un llegat en fideïcomís per donar suport econòmic a investigadors visitants distingits i activitats públiques a l'Escola de Matemàtiques de la Universitat de Manchester. Hi ha una conferència pública anual a la Universitat que porta el seu nom.
Aficionada a l'astronomia, Ollerenshaw va donar el seu telescopi a la Universitat de Lancaster, on hi ha un observatori que duu el seu nom. Va ser membre honorària de la Societat Astronòmica de Manchester i va gestionar el correu de la Vicepresidència durant uns anys.
Ollerenshaw va assistir a la St Leonards School de Saint Andrews, i va ser presidenta de l'escola de 1981 a 2003. Va ser succeïda per Hazel Byford, portaveu Conservadora en la Cambra dels Lords. Va arribar als 100 anys l'octubre de 2012.
Va morir a Didsbury el dia 10 d'agost de 2014, a l'edat de 101. El seu marit i tots dos els seus fills havien mort abans que ella.

## Honors i llegat
- L'any 1970, se li va concedir a Ollerenshaw l'Ordre de l'Imperi britànic pels seus serveis en educació.
- El compositor sir Peter Maxwell Davies va dedicar el seu Naxos Quartet No.9 a ella.[12]